# Armoriale delle famiglie italiane (Ded-Dek)
Questo è l'armoriale delle famiglie italiane il cui cognome inizia con le lettere che vanno da Ded a Dek.

## Armi

### Ded
| Stemma | Casato e blasonatura |
| ------ | --- |
|        | De Daninos (Milano) Titolo: Cavaliere dell'I. A. partito: nel 1º troncato: a) scaccato d'argento e di rosso di 4 file e 4 pezzi ciascuno; b) d'azzurro all'ape d'oro svolazzante; nel 2º troncato di nero e d'oro al leone dell'uno all'altro, lampassato di rosso Cimieri: a destra: la fenice d'argento sulla sua immortalità, con la testa voltata; a sinistra: il leone d'oro nascente Motto: Labor integritas (citato in (4) – Vol. II pag. 602) |
|        | De Dato (Molfetta) d'oro, all'aquila di nero coronata del campo (citato in ) |
|        | De Davet (Fiesole) D'oro, allo scaglione di rosso, accompagnato in capo da due crocette fioronate e pieficcate di nero, e in punta da un'aquila dal volo spiegato dello stesso (citato in (16)) |
|        | De Delfinis (Roma) (la blasonatura non è stata ancora caricata) (immagine dello Stemmario reale di Baviera.) |
|        | Dedo (Venezia) (FR) D'or, au chef d'argent, ch. d'un lion léopardé d'or. alias (FR) OU Coupé d'or sur azur, à la bande d'argent, brochant sur le tout. (citato in JB Rietstap (archiviato dall'url originale il 18 gennaio 2018).) |
|        | De Domenico (Tropea) D'argento all'uccello posato di nero (citato in BLCL) Immagine in Tropea Magazine. |
|        | De Dominici (Brescia) Partito d'oro e d'argento, il primo caricato di un'aquila di nero |
|        | De Dominicis (Roma) d'azzurro alla fascia di rosso, accompagnata in capo da un sole d'oro, uscente dalla fascia ed in punta da un pino di verde (citato in (4) – Vol. II pag. 620) |
|        | De Dominicis (Tortona) D'argento, alla fascia di nero, carica di tre margherite del campo (citato in (18)) |
|        | De Dominicis (Napoli, Aiello Calabro, Popoli) Titolo: baroni di San Felice, Zagarise, Sersale; nobili di rosso all'alabarda d'argento posata su un monte di tre colli verde, sostenuta da due leoni controrampanti d'oro con la coda controrivoltata e sormontata da tre stelle d'argento (citato in (22)) Notizie storiche in Nobili napoletani. |
|        | Dedoni (Cagliari, Masullas) d'argento al leone al naturale, tenente colla branca destra una spada nuda in palo e colla sinistra un cuore, col mare fluttuoso d'azzurro in punta Cimiero: elmo da nobile ornato dei lambrecchini dei colori dello scudo (citato in (4) – Vol. II pag. 605 e in DAlena) |
|        | Dedoni (Sardegna) (la blasonatura non è ancora caricata) (citato in (10)) |
|        | De Drago (Roma) (la blasonatura non è stata ancora caricata) (immagine dello Stemmario reale di Baviera.) |
|        | De Duca (Abruzzo) (la blasonatura non è stata ancora caricata) (citato in DAlena) |
|        | De Dura (Napoli) Titolo: duca di Elce; marchese di Mignano; patrizi napoletani d'azzurro ai due leoni affrontanti tenenti una corona, il tutto d'oro (citato in (19)) d'azzurro a due leoni d'oro affrontati e sostenenti una corona all'antica del medesimo (citato in (22)) 2 leoni controrampanti di oro corona dello stesso radiata tra le anteriori su azzurro (citato in LEOM) Notizie storiche in Nobili napoletani.                           |
|        | De Durfort (Firenze) Di..., a due anelletti di..., ordinati l'uno sull'altro (citato in (16)) |
|        | De Duyn Titolo: consignori di Cavallerleone D'oro, alla croce di rosso alias Di rosso, a due barbi d'argento, addossati (arma antica) Motto: Portantur stemmata coelo (citato in (18)) |

### Dee
| Stemma | Casato e blasonatura |
| ------ | --- |
|        | De Egiptiis (Roma) (la blasonatura non è stata ancora caricata) (immagine dello Stemmario reale di Baviera.) |
|        | De Escher (Trieste) Titolo: Cavaliere dell'I. A. d'azzurro al calice di argento accompagnato in capo da una stella (6) d'oro Cimieri: a destra: le figure dello scudo; a sinistra il frassino d'oro fogliato d'argento (citato in (4) – Vol. III pag. 32) |
|        | De Esmandia (Milano) Titolo: signori di Terdobbiate D'azzurro, alla mano appalmata, d'argento, sormontata da un sole d'oro (citato in (18)) |

### Def
| Stemma | Casato e blasonatura |
| ------ | --- |
|        | De Fabi (Roma) (la blasonatura non è stata ancora caricata) (immagine dello Stemmario reale di Baviera.) |
|        | De Fabris (Begliano (Monfalcone)) Titolo: Marchese troncato: nel 1º partito: a) di azzurro all'aquila di argento coronata d'oro; b) d'azzurro, al monte di verde sostenente una colomba d'argento, tenente nel becco un ramoscello di olivo al naturale; nel 2º d'argento ad un arabesco formato da un tronco a forma di cuore e quattro fogliami due in alto e due in basso (citato in (4) – Vol. III pag. 48) aquila di argento coronata di oro su azzurro - colomba della pace al naturale su monticello di verde uscente dalla partizione su azzurro - ramoscello di olivo a forma di cuore fogliato di verde tutto al naturale su argento (citato in LEOM) Cimieri: 1) la colomba dello scudo rivoltata; 2) il leone d'oro seduto in maestà e coronato dello stesso, tenente con la zampa destra una bandiera d'azzurro con la bordura d'oro, carica dell'aquila d'argento e con la zampa sinistra un'eguale bandiera carica della colomba del campo; 3) l'aquila del campo Sostegni: due leoni d'oro tenenti ciascuno con la zampa una bandiera come nel cimiero, affrontati, con la testa all'infuori |
|        | De Fabris Isnardis (Roma) troncato: nel 1º partito: a) di azzurro all'aquila di argento coronata d'oro; b) d'azzurro, al monte di verde sostenente una colomba d'argento, tenente nel becco un ramoscello di olivo al naturale; nel 2º d'argento ad un arabesco formato da un tronco a forma di cuore e quattro fogliami due in alto e due in basso (citato in (4) – Vol. III pag. 49) aquila di argento coronata di oro su azzurro - colomba della pace al naturale su monticello di verde uscente dalla partizione su azzurro - ramoscello di olivo a forma di cuore fogliato di verde tutto al naturale su argento (citato in LEOM) Cimieri: 1) la colomba dello scudo rivoltata; 2) il leone d'oro seduto in maestà e coronato dello stesso, tenente con la zampa destra una bandiera d'azzurro con la bordura d'oro, carica dell'aquila d'argento e con la zampa sinistra un'eguale bandiera carica della colomba del campo; 3) l'aquila del campo Sostegni: due leoni d'oro tenenti ciascuno con la zampa una bandiera come nel cimiero, affrontati, con la testa all'infuori |
|        | De Facis o Fasis (Carmagnola) D'azzurro, alla banda di nero, ripiena d'oro, accompagnata da due busti di puttino, posti in maestà, quello in capo d'oro, l'altro di rosso Motto: Omne bonum desursum est (citato in (11)) |
|        | De Falco (Sicilia) d'argento, allo scudetto d'oro, caricato da un J maiuscolo di nero alias d'oro, al destrocherio armato al naturale, tenente un falco del suo colore, e tre stelle di sei raggi d'azzurro, ordinate in fascia nel capo (citato in Mango) |
|        | De Falco (Napoletano) troncato d'oro e di argento: nel 1° un falco ad ali svolazzanti di nero; nel 2° ad una banda di ... accostata da due rose di rosso (citato in STVS) |
|        | De Fano (Roma) (la blasonatura non è stata ancora caricata) (immagine dello Stemmario reale di Baviera.) |
|        | De Fanti e Defanti (Tortona, Cherasco) Titolo: baroni di Sant'Oberto d'azzurro, all'elefante al naturale, fermo sopra un ristretto di terreno (citato in (4) – Vol. III pag. 82 e in (18)) elefante al naturale fermo su ristretto di terreno dello stesso uscente dalla punta su azzurro (citato in LEOM) |
|        | De Farinaccia (Roma) (la blasonatura non è stata ancora caricata) (immagine dello Stemmario reale di Baviera.) |
|        | De Fassio (Ivrea) D'azzurro, al leone, sormontato da tre stelle male ordinate, il tutto d'oro Motto: facientes bona lucescunt (citato in (18)) |
|        | De Favento (Capodistria) Titolo: Nobile troncato di oro e di azzurro al ramo di quercia di 5 foglie di verde sul tutto (citato in (4) – Vol. III pag. 102) ramo di quercia a 5 foglie di verde posto in palo su troncato di oro e di azzurro (citato in LEOM) |
|        | De Federizzi (Villagnedo (Trento), Milano) Titolo: Nobile di Ungheria di azzurro al leone d'oro, linguato di rosso, sostenuto dalla pianura erbosa al naturale e tenente un vaso d'argento con un rosaio di verde, fiorito di tre pezzi di rosso, nodrito nel vaso; il leone sormontato a destra da una mezzaluna di argento, calante; a sinistra da una stella (6) d'oro (citato in (4) – Vol. III pag. 113) leone rampante di oro tenente con la zampe anteriori un vaso di argento a 3 rose di rosso su terrazzo di verde su azzurro - luna di argento in alto a sinistra - stella (6 raggi) di oro a destra su azzurro (citato in LEOM) |
|        | De Fedrici (Roma) (la blasonatura non è stata ancora caricata) (immagine dello Stemmario reale di Baviera.) |
|        | De Felice (Molfetta) d'azzurro, alla croce patente d'oro Motto: Felices fuerunt fideles (citato in ) |
|        | De Felice (Napoletano) d'azzurro, alla croce patente sannitica d'oro (citato in STVS) |
|        | De Felici d'azzurro a tre monti di verde cuciti, con altrettante spighe di frumento d'oro gambute di verde nodrite sulle vette dei monti, piegate verso destra col sole d'oro posto nel canton destro del capo (citato in (4) – Vol. III pag. 114) |
|        | De Felici (Livorno) troncato: nel 1º d'oro all'aquila al volo spiegato d'argento, coronata del campo, posata sulla fascia in divisa di verde attraversante sulla troncatura; nel 2º di azzurro al castello merlato di 3 pezzi, sinistrato da un leone d'oro coronato dello stesso, controrampante al castello (citato in (4) – Vol. III pag. 115) alias Troncato: nel 1° d'oro, all'aquila dal volo spiegato d'argento, coronata del campo; nel 2° d'azzurro, al leone d'oro coronato dello stesso e rampante a una torre d'argento; e alla fascia diminuita di verde passata sulla troncatura (citato in (16)) fascia di verde su troncato di oro e di azzurro - aquila di argento coronata di oro su oro - torre merlata di 3 pezzi alla guelfa al naturale su azzurro - leone rampante coronato di oro a destra su azzurro (citato in LEOM) |
|        | De Felici (Roma, Chieti) partito: al 1º d'azzurro a tre monti di verde cuciti, con altrettante spighe di frumento d'oro gambute di verde nodrite sulle vette dei monti, piegate verso destra col sole d'oro posto nel canton destro del capo (De Felici); nel 2º inquartato di rosso e d'azzurro alla croce dentata d'argento (Del Giudice) (citato in (4) – Vol. III pag. 114 e in DAlena) 3 monti ristretti uscenti dalla punta di verde cimati da - 3 spighe di grano di oro stelate e fogliate di verde leggermente piegate a sinistra su azzurro - sole raggiante di oro in alto a sinistra su azzurro - croce dentata di argento su inquartato di rosso e di azzurro (citato in LEOM) |
|        | De Felipucci (Roma) (la blasonatura non è stata ancora caricata) (immagine dello Stemmario reale di Baviera.) |
|        | Defera e Defera Lascaris (Torino) Titolo: consignori di Gorbio D'azzurro, al braccio vestito d'oro, tenente con la mano di carnagione una palma, attraversante su un cartiglio con il motto EX ALTO, eaddestrata in capo da un sole, il tutto d'oro alias D'argento, all'aquila coronata di nero, con il capo d'oro, cucito, carico di un braccio di carnagione, tenente una palma di verde, addestrata da un sole di rosso alias Inquartato, al 1° d'oro, all'aquila (bicipite) coronata, di nero, al 2° e 3° fasciato d'argento e di rosso, al 4° d'azzurro, al destrocherio al naturale, tenente una palma d'argento, addestrata da un sole d'oro Motto: Ex alto (citato in (18)) |
|        | De Ferariis de Monferrato Di nero, al grifo d'argento, linguato di rosso, carico sull'accattatura dell'ala di una stella a otto raggi, d'oro, brandente con l'artiglio destro un martello d'arme d'argento, manicato d'oro (citato in (18)) |
|        | De Fernay o Fernex (Savoia) D'argento, al leone di rosso alias Inquartato, d'argento, al leone di rosso, e di rosso, al leone, d'oro (citato in (18)) |
|        | De Fernesio (Roma) (la blasonatura non è stata ancora caricata) (immagine dello Stemmario reale di Baviera.) |
|        | De Fernex (Savoia, Torino) Titolo: nobili Inquartato, d'argento, al leone di rosso, e di rosso, al leone d'argento (citato in (18)) |
|        | De Ferra (Firenze) Troncato: nel 1° di rosso, a tre anelletti d'oro ordinati in capo; nel 2° d'azzurro, al ferro di cavallo d'argento; con la fascia attraversante d'argento caricata di tre stelle a otto punte d'oro (citato in (16)) |
|        | De Ferrante (Nola, Napoli) Titolo: barone, nobili dei baroni di azzurro troncato da un filetto d'oro: nel 1º al ferro di cavallo d'oro con 7 chiodi di nero e accompagnato in capo da tre anelli di una catena del secondo, legati fra loro e posti in fascia; nel 2º al leone rampante d'oro, anch'esso accompagnato in capo da tre anelli di una catena dello stesso, legati fra loro e posti in fascia e accostati ai lati da due stelle d'argento di 6 raggi (citato in (4) – Vol. III pag. 125 e in (12)) filetto in fascia di oro su azzurro - in alto ferro di cavallo di oro con 7 chiodi di nero posto in palo sormontato da - 3 anelli di catena posti in fascia di oro su azzurro - leone rampante di oro su azzurro in basso sormontato da - 3 anelli di catena posti in fascia di oro affiancati da - 2 stelle (6 raggi) di argento su azzurro (citato in LEOM) |
|        | De Ferrari (Genova, Milano, Torino, Voltaggio, Bruxelles) d'azzurro ai sette gigli d'oro, 2, 2, 2, 1 (citato in (4) – Vol. III pag. 128) 7 gigli di oro su azzurro posti in doppio palo più uno in punta (citato in LEOM) Ornamenti: accollato all'aquila dell'impero Motto: Sine virtute nulla nobilitas |
|        | De Ferrari (Cles (Trento)) Titolo: Nobile dell'I. A. troncato al 1º di azzurro a due rami di palma di verde, passati in croce di S. Andrea, fiancheggiati da due stelle (6) di oro; al 2º, d'oro, a tre rose di rosso, puntate di verde (citato in (4) – Vol. III pag. 142) 2 foglie di palma di verde incrociate affiancate da - 2 stelle (6 raggi) di oro su azzurro - 3 rose di rosso poste in fascia su oro (citato in LEOM) Cimiero: un cigno d'argento ad ali aperte, tenente nel becco un serpe di verde |
|        | De Ferrari (Genova) Titolo: principi di Lucedio D'oro, al leone di rosso, coronato del campo (citato in (18)) |
|        | De Ferrari (Genova, Milano, Brignano, Alessandria, Torino) Titolo: marchesi di Brignano Curone e Frascata Di rosso, al leone sormontato da tre gigli ordinati in fascia, il tutto d'oro, con la banda d'azzurro, abbassata e attraversante sul leone alias Di rosso, al leone sormontato da tre gigli ordinati in fascia, il tutto d'oro, con la banda d'azzurro, abbassata e attraversante sul leone, con il capo d'oro, carico di un'aquila di nero alias D'oro, al leone di nero, armato e linguato di rosso, sormontato da tre gigli, di rosso, con la banda di nero, abbassata e attraversante sul leone Motto: Ardua placent (citato in (18)) |
|        | De Ferrari (Ovada) D'oro, al leone di nero rampante in banda, coronato del campo (citato in STOV) |
|        | De Ferrariis (Napoli) di rosso alla croce d'oro, accantonata in capo da due gigli d'argento e in punta da due rose dello stesso (Immagine nella Raccolta stemmi Trippini (JPG).) (la blasonatura non è stata ancora caricata) (Immagine nella Raccolta stemmi Topoguz.) |
|        | De Ferraris Salzano (Napoli) di rosso alla croce d'oro, accompagnata da due gigli d'argento nei contorni superiori, e da due rose del medesimo negli inferiori (citato in (4) – Vol. III pag. 144) croce di oro su rosso accantonata da - 2 gigli di argento in alto su rosso - 2 rose di argento in basso su rosso (citato in LEOM) |
|        | De Ferrus (Brianzonese, Val Susa) Titolo: (con)signori di Les Geneys, Mélezet, Nevâche, Oulx, Rochemolles, Villarfocchiardo Partito, al 1° troncato d'argento e di verde, al 2° di rosso Motto: Fides perpetua (citato in (18)) |
|        | De Fesch (Trieste) Titolo: Nobile dell'I. A. incappato curvato, di azzurro a due stelle (6) d'oro, e d'oro alla croce latina ramponata, sostenuta da uno scaglione smussato e ramponato il tutto di nero (citato in (4) – Vol. III pag. 165) croce latina potenziata a base bifida di nero su oro - mantellato di azzurro caricato di 2 stelle (6 raggi) di oro (citato in LEOM) Cimiero: quattro penne di struzzo, la 1ª e la 3ª d'oro, la 2ª d'azzurro, la 4ª di nero |
|        | De Festi (Verona) Titoli: Conte del S. R. I. di Edenberg (Montepiano) e di Braunfeld (Campobruno) inquartato: al 1º e 4º di rosso al monte di verde, accompagnato da tre stelle (8) d'oro, male ordinate e poste nel primo quarto nell'angolo destro del capo e nel 4º nell'angolo sinistro; al 2º e 3º di nero alla croce lunga gigliata ed accantonata da quattro gigli, il tutto d'oro; sul tutto, d'azzurro bordato d'oro all'angelo nascente di profilo colla testa in maestà, colle ali d'oro ed alzate, vestito di un mantello di rosso scendente dalla spalla destra, nuda la sinistra (citato in (4) – Vol. III pag. 165) angelo di profilo uscente dalla punta con la testa in maestà vestito di rosso con le ali di oro su scudetto di azzurro bordato di oro su - monte di verde uscente dalla partizione su rosso accompagnato da - 3 stelle (8 raggi) di oro poste 2,1 nel primo quarto in alto a sinistra nel 4° quarto in alto a destra - croce latina gigliata uscente dalla partizione di oro accantonata da - 4 gigli di oro con la base rivolta verso il centro tutto su nero (citato in LEOM) Cimieri: tre, uscenti da altrettante corone tornearie. Quello di mezzo, una coda di pavone, quello a destra il leone d'oro, nascente e rivoltato, coronato di alloro di verde in mezzo a due corna di cervo d'argento; quello a sinistra, l'angelo dello scudetto colle ali sfumate di verde e di rosa, tenente nelle mani la croce del 2º punto Sostegni: due leoni d'azzurro affrontati, il capo coperto di un elmo con pennacchio di tre penne di struzzo, quella di mezzo di rosso, le laterali d'argento |
|        | De Fialis (Roma) (la blasonatura non è stata ancora caricata) (immagine dello Stemmario reale di Baviera.) |
|        | De Filippi (Livorno) D'azzurro, all'albero di pino al naturale nodrito sul terreno dello stesso e accompagnato in capo da tre gigli d'oro ordinati fra i quattro pendenti di un lambello di rosso alias D'azzurro, all'albero di pino al naturale nodrito sul terreno dello stesso; al capo cucito d'Angiò (citato in (16)) |
|        | De Filippi (Casale ?) D'argento, alla borsa di rosso, legata d'azzurro, con il capo d'oro, carico di un'aquila di nero (citato in (18)) |
|        | De Filippis e De Filippis Delfico (Pescara) Partito: nel 1° d'azzurro, al sinistrocherio di carnagione, vestito d'oro, uscente dal fianco destro, impugnante tre spighe dello stesso, sovrastante tre monti rocciosi al naturale, digradanti verso destra (De Filippis); nel 2° d'argento all'albero d'alloro fruttato d'oro; con il capo d'azzurro al crescente d'argento (Delfico) (citato in DAlena) |
|        | De Filippo (Napoletano) (la blasonatura non è stata ancora caricata) (citato in (22)) |
|        | De Finetti (Milano) Titoli: Nobile e Cavaliere del S. R. I. col predicato de inquartato: al 1º e 4º d'oro a 2 stelle (6) di rosso poste in banda, al 2º d'argento a tre sbarre d'azzurro, al 3º d'argento ad una fascia d'azzurro carica di un martello di ferro manicato di legno (citato in (4) – Vol. III pag. 183) 2 stelle (6 raggi) di rosso poste in banda su oro - 3 sbarre di azzurro su argento - martello al naturale posto in palo su fascia di azzurro su argento (citato in LEOM) Cimieri: 1º, una stella (6) di rosso tra un volo; 2º, il martello in palo fra due penne di struzzo, rossa l'una bianca l'altra |
|        | De Fischel (Trieste) Titolo: Nobile col predicato di Aichbrunn di verde alla banda d'argento, caricata di un ramo di quercia, accompagnata ai due lati da una stella (6) di argento (citato in (4) – Vol. III pag. 194) ramo di quercia di verde su banda di argento su verde - 2 stelle (6 raggi) di argento poste in sbarra su verde (citato in LEOM) Cimiero: il volo chiuso, davanti di verde, dietro di argento; quello verde alla banda d'argento Motto: Nunquam retrorsum |
|        | De Fisrengo (Fisrengo) Titolo: consignori di Fisrengo, Pisrengo Di rosso, al decusse d'argento, accantonato da quattro gigli, d'oro alias (la blasonatura non è stata ancora caricata) alias (la blasonatura non è stata ancora caricata) alias (la blasonatura non è stata ancora caricata) alias (la blasonatura non è stata ancora caricata) Motto: Dat ubique decorem (citato in (18)) |
|        | De Florio (Manfredonia, Napoli) Titolo: conti interzato in fascia: nel 1° d'argento all'aquila bicipide di nero, nel 2° d'azzurro al leone uscente d'oro caricato da un lambello a quattro punte dello stesso, nel 3° di rosso alla fascia d'oro dalla quale partono tre bande dello stesso (citato in (19)) |
|        | De Fonsdeviela (Spagna, Figueras) inquartato: nel 1º d'azzurro al toro al naturale furioso, rivolto; nel 2º di rosso a tre bande d'argento ondate, fluttuose d'azzurro, abbassate, accostate in capo da due stelle di otto raggi d'oro; nel 3º d'oro alla torre di pietra, torricellata di due pezzi al naturale; nel 4º di rosso a quattro fasce d'argento ondate fluttuose d'azzurro, col capo d'oro (citato in (4) – Vol. III pag. 213) toro rampante rivolto al naturale su azzurro - 3 bande abbassate di argento ondate e fluttuose di azzurro su rosso - 2 stelle (8 raggi) di oro poste in fascia in alto a destra su rosso - castello (2 torri) uscente dalla punta al naturale su oro - 4 fasce di argento ondate e fluttuose di azzurro su rosso - oro pieno in capo (citato in LEOM) Motto: Moriamur in virtute |
|        | De Fonte (Sicilia) di verde, alla fonte d'oro, ripiena e zampillante d'argento, e cinque oche dello stesso, in atto di bere (citato in Mango) |
|        | De Foras (Thonon, Sofia) d'oro alla croce d'azzurro (citato in (4) – Vol. III pag. 222) croce di azzurro su oro (citato in LEOM) Cimiero: aquila di nero Supporti: grifoni di nero Motto: Intus et foras undique crucis amor. En la force cèleste |
|        | De Foresta (Diano Marina, Nizza Mare, Parigi) Titolo: conti palato d'oro e di rosso, alla banda del secondo attraversante (citato in (4) – Vol. III pag. 225 e in (18)) Cimiero: aquila di nero, coronata di oro, rivoltata, nascente Motto: A nido devota tonanti |
|        | De Foresta o Foresta (Trapani) banda di rosso su palato di oro e di rosso (citato in LEOM) |
|        | De Fornari (Genova, Roma) Titolo: consignori di Silvano d'Orba d'azzurro a tre scaglioni di rosso (citato in (4) – Vol. III pag. 232 e in (18)) 3 scaglioni di rosso su azzurro (citato in LEOM) alias scaglionato d'argento e di rosso (citato in (4) – Vol. III pag. 232 e in (18)) scaglionato di argento e di rosso (citato in LEOM) alias Scaglionato d'argento e di rosso, di sei pezzi, con il capo d'oro, carico di un'aquila, nascente dalla partizione, coronata del campo alias D'oro, allo scudetto di nero, carico di una bocca pentagonale di un forno acceso, fiammeggiante di rosso alias Palato di rosso e d'argento, con il capo d'oro, carico di un'aquila coronata, di nero (citato in (18)) |
|        | De Forno (Roma) (la blasonatura non è stata ancora caricata) (immagine dello Stemmario reale di Baviera.) |
|        | De Fortis Nadi (Napoli) d'azzurro al tronco d'albero nodrito sulla pianura erbosa avente a destra un ramo fogliato spezzato e cadente, il tronco sinistrato e sostenuto da un leoncino d'oro; col capo d'azzurro sostenuto di rosso, la fascia carica di tre stelle di sei raggi kd'argento (citato in (4) – Vol. III pag. 237) tronco di albero al naturale su terrazzo erboso dello stesso avente a sinistra un ramo spezzato e cadente su azzurro - leone rampante di oro a destra contro il tronco su azzurro - azzurro pieno in capo - trangla di rosso caricata di 3 stelle (6 raggi) di argento (citato in LEOM) |
|        | De Fos (Colle) Di rosso, al leone d'oro coronato dello stesso (citato in (16)) |
|        | De Franceschi (Pistoia) di azzurro alla banda d'argento caricata di tre leoni di rosso, armati e linguati d'oro (citato in (4) – Vol. III pag. 250) 3 leoni rampanti di rosso su banda di argento su azzurro (citato in LEOM) |
|        | De Franceschi (Ovada) D'azzurro, alla banda d'argento, caricata di tre leoni passanti d'oro, posti nel verso della pezza (citato in STOV) |
|        | De Franceschi (Roma) leone rampante al naturale su troncato di azzurro e di oro (citato in LEOM) |
|        | De Franceschis (Rutigliano) troncato nel 1º di ... a una mezz'aquila di ... nascente dalla troncatura e nel 2º di ... alla quercia fogliata su di un monte il tutto al naturale, sostenuta a destra da una donzella vestita di ... rivoltata (citato in RTGL) Cimiero: una mezz'aquila alata uscentge Motto: Laudis agas miserum est agas b... incubere famae |
|        | De Franchi (Genova) di rosso a 3 corone d'oro, 2, 1, al capo di Genova (citato in (4) – Vol. III pag. 256) 3 corone di oro poste 2,1 su rosso - croce di rosso su argento in capo (citato in LEOM) alias di rosso al corvo di nero (arma antica) (citato in (4) – Vol. III pag. 256) corvo di nero (uccello) su rosso (citato in LEOM) |
|        | De Franchi (Ovada) Di rosso, a tre corone di patrizio d'oro, chiuse da un tocco di velluto di verde, poste 2, 1; col capo di Genova (citato in STOV) |
|        | De Franchis (Molise, Sicilia) Troncato di rosso e d'argento alla corona all'antica d'oro attraversante sulla partizione (citato in DAlena e in Mango) |
|        | De Francisco (Partinico, Palermo) Titolo: barone della Loggia troncato: al 1º d'argento, al mare di azzurro fluttuoso di nero, caricato di un delfino nuotante e sormontato in capo da un'aquila spiegata di nero; nel 2º d'argento, a tre fasce di rosso (citato in (4) – Vol. III pag. 263, in (19) e in (27)) delfino di azzurro natante su mare dello stesso su argento - aquila di nero in alto su argento - 3 fasce di rosso su argento (citato in LEOM) Notizie storiche in Famiglie nobili di Sicilia. |
|        | De Franco (Napoletano) Titolo: marchese di Taviano di rosso, alla banda d'oro accostata in capo da un crescente montante dello stesso (citato in (22)) Cimiero: un cavallo nascente e inalberato d'oro Notizie storiche in Nobili napoletani. |
|        | De Franco (Napoletano) (la blasonatura non è stata ancora caricata) (d'azzurro, alla stella di otto raggi d'oro) (citato in (22)) alias (la blasonatura non è stata ancora caricata) (inquartato: nel 1º e 4º d'azzurro, alla stella di otto raggi d'oro; nel 2º e 3º bandato di rosso e d'oro) (citato in (22)) |
|        | De Franco (Napoletano) (la blasonatura non è stata ancora caricata) (troncato d'azzurro e di rosso, al carciofo al naturale; alla fascia in divisa d'argento attraversante sulla partizione) (citato in (22)) |
|        | De Francony (Provenza) D'acciaio a scaglie di pesce (giaco) al capo d'argento caricato di una rosa di rosso bottonata del campo (citato in DAlena) |
|        | De Frassineto (Turi, Rutigliano) Titolo: nobile d'azzurro a un frassino al naturale (citato in RTGL) |
|        | De Fraus Wagner (Trieste) Titoli: Cavaliere dell'I. A. di nero alla banda d'oro, dal lato superiore della quale escono tre trifogli d'argento, accostata da due ruote di oro (citato in (4) – Vol. III pag. 275) banda di oro su nero - 3 trifogli capovolti uscenti dal cantone sinistro del capo di argento - 2 ruote di oro poste in sbarra su nero (citato in LEOM) Cimieri: a destra, il semivolo di nero, caricato delle figure dello scudo rivoltate; a sinistra il semivolo di nero opposto, caricato delle figure dello scudo |
|        | De Frescobaldi (Firenze) troncato: nel 1º d'oro; nel 2º di rosso a tre rocchi d'argento posti 2 e 1 (citato in (4) – Vol. III pag. 279) 3 rocchi di scacchiere di argento posti 2,1 sul rosso del troncato di oro e di rosso (citato in LEOM) Sostegni: un leone al naturale con cimiero di ferro: sul cimiero una fortuna tenente con la destra una vela che si converte in fascia col motto: Spera in Deo |
|        | De Friapani (Roma) (la blasonatura non è stata ancora caricata) (immagine dello Stemmario reale di Baviera.) |
|        | De Friapani (Roma) (la blasonatura non è stata ancora caricata) (immagine dello Stemmario reale di Baviera.) |
|        | De Fusaris (Roma) (la blasonatura non è stata ancora caricata) (immagine dello Stemmario reale di Baviera.) |
|        | De Fuschis (Roma) (la blasonatura non è stata ancora caricata) (immagine dello Stemmario reale di Baviera.) |

### Deg
| Stemma | Casato e blasonatura |
| ------ | --- |
|        | De Gabriele Titolo: consignori di Arborio, Recetto D'azzurro, a tre stelle, con il semivolo destro in abisso, il tutto d'argento (citato in (18)) |
|        | De Gabrielis (Roma) (la blasonatura non è stata ancora caricata) (immagine dello Stemmario reale di Baviera.) |
|        | De Gaetana (Roma) (la blasonatura non è stata ancora caricata) (immagine dello Stemmario reale di Baviera.) |
|        | De Galganis (Roma) (la blasonatura non è stata ancora caricata) (immagine dello Stemmario reale di Baviera.) |
|        | De Gallis (Ivrea) D'azzurro, al gallo d'oro Motto: Stolido nil sapit ista seges (citato in (18)) |
|        | De Gallis (Roma) (la blasonatura non è stata ancora caricata) (immagine dello Stemmario reale di Baviera.) |
|        | De Gardinis de Alexandria Di rosso, alla banda d'oro, carica di tre gigli d'azzurro, con il capo d'oro, carico di un'aquila, di nero, linguata di rosso (citato in (18)) |
|        | De Garsonibus (Roma) (la blasonatura non è stata ancora caricata) (immagine dello Stemmario reale di Baviera.) |
|        | De Gasconibus (Cherasco) Bandato, cucito, di rosso e d'azzurro, con il capo d'oro, carico di un'aquila di nero (citato in (18)) |
|        | De Gay Di rosso, a sei stelle (8) d'oro, 3, 2, 1 (citato in (18)) |
|        | De Gebennis o De Genève (Saluzzo) Cinque punti d'oro equipollenti a quattro d'azzurro, con un decusse composto d'argento e di rosso, attraversante (citato in (18)) |
|        | De Gemmis (Terlizzi, Bari, Roma, Napoli, Treviso) Titoli: Nobili, Baroni di Castelfoce di azzurro alla fascia di argento, accompagnato nel capo da tre gemme rilucenti disposte in fascia, nella punta da una scala d'oro a cinque pioli posta in banda Motto: Semper Eadem (citato in (2) – Vol. III pag. 227, in (19) e in (22)) d'azzurro alla fascia d'argento accompagnata nel capo da tre smeraldi disposti in fascia e nella punta da una scala a cinque gradini d'oro messa in banda (citato in (4) - Vol. III pag. 392) fascia di argento su azzurro - 3 smeraldi di verde posti in fascia in alto su azzurro - scala a pioli di oro posta in banda in basso su azzurro (citato in LEOM) Notizie storiche in Nobili napoletani. |
|        | De Genève Titolo: marchesi di Pancalieri; baroni di Brissogne; signori di Isasca, Sarre e Chesalet Cinque punti d'oro equipollenti a quattro d'azzurro alias Inquartato di Geneve e di Montagny Motto: Apte non arcte (citato in (18)) |
|        | De Gennaro o Di Gennaro (Napoli) Titolo: nobili; patrizi napoletani; barone di Guardia Campochiaro, S. Elia; conte di Martorano, Princivalle, Trivento; marchese di San Massimo, Auletta; principe di Sirignano, San Martino, Belforte troncato: nel 1º di oro al leone uscente di rosso; nel 2º di rosso al capriolo d'oro (citato in (4) – Vol. III pag. 393 e in (19)) Spaccato: nel 1° d'oro al leone uscente di rosso; nel 2° di rosso al capriolo d'oro (citato in DAlena) divisa, nella parte superiore: sfondo d'oro, un leone rosso uscente dalla partizione; nella parte inferiore sfondo rosso, una capriolo (o cavalletto) d'oro (citato in (22)) leone rampante nascente dalla troncatura di rosso su oro - scaglione di oro su rosso (citato in LEOM) Notizie storiche in Nobili napoletani. |
|        | De Gennaro (Molfetta) spaccato d'oro e di rosso, nel 1° al leone nascente di rosso e nel 2° allo scaglione di nero Motto: Chi fermo spera (citato in DAlena e in ) |
|        | De Genova (Biella) Titolo: conti di Pettinengo D'azzurro, all'aquila bicipite e coronata, d'oro, carica in petto di uno scudetto d'argento, crociato di rosso (citato in (18)) |
|        | De Genova (Torino) croce di rosso su scudetto di argento su - aquila bicipite di oro coronata dello stesso su azzurro (citato in LEOM) |
|        | De Gentili (Viterbo) di azzurro al destrocherio vestito di rosso tenente con la mano tre rose di rosso, gambute di verde, accompagnate in capo da una stella di argento (6) (citato in (4) – Vol. III pag. 398) braccio destro uscente da sinistra vestito di rosso afferrante con la mano di carnagione 3 rose di rosso stelate e fogliate di verde su azzurro - stella (6 raggi) di argento in alto su azzurro (citato in LEOM) Cimiero: un braccio di carnagione posto in palo vestito di rosso tenente una stella d'argento |
|        | De Gerbaix (Torino) inquartato: al 1º e 4º di Gerbaix che è d'azzurro al capo d'argento, carico di tre stelle (6) di rosso, ordinate in fascia; al 2º e 3º d'argento alla croce di rosso (Châtillon) (citato in (4) – Vol. III pag. 405) azzurro pieno - 3 stelle (6 raggi) di rosso su argento in capo - croce di rosso su argento (citato in LEOM) Sostegni: due leoni d'oro armati d'argento, linguati di rosso, tenenti colla zampa destra una spada d'argento, manicata d'oro, posta in banda (ed in sbarra per quello di sinistra); i leoni coronati d'oro e affrontati Cimieri: (affrontati): a destra di un capo e collo di levriero di rosso; a sinistra di un leone d'oro, nascente, armato e llinguato di rosso, coronato d'oro, tenente colla branca destra una spada d'argento, manicata d'oro, posta in sbarra Motto: Religio patriae Grido d'armi: Si n'estoit |
|        | De Gerbaix (Torino) losangato di rosso e di argento - azzurro pieno - 3 stelle (6 raggi) di rosso poste in fascia su argento in capo (citato in LEOM) |
|        | De Gerbaix De Sonnaz De Châtillon (Torino) inquartato: al 1º e 4º d'argento alla croce di rosso (Châtillon); al 2º e 3º rombeggiato di rosso e d'argento, e sul tutto di Gerbaix che è d'azzurro al capo d'argento, carico di tre stelle (6) di rosso, ordinate in fascia (citato in (4) – Vol. III pag. 403) azzurro pieno - 3 stelle (6 raggi) di rosso poste in fascia su argento in capo tutto su scudetto su - croce di rosso su argento - losangato di rosso e di argento (citato in LEOM) Sostegni: due leoni d'oro armati d'argento, linguati di rosso, tenenti colla zampa destra una spada d'argento, manicata d'oro, posta in banda (ed in sbarra per quello di sinistra); i leoni coronati d'oro e affrontati Motto: Religio patriae Grido d'armi: Si n'estoit |
|        | De Ghiscis (Roma) (la blasonatura non è stata ancora caricata) (immagine dello Stemmario reale di Baviera.) |
|        | De Ghislanzoni (Milano, Pavia, Montebello) d'argento al leone al naturale tenente con le branche anteriori una lancia da torneo al naturale e posta in palo, banderuolata di azzurro a sinistra, con la fascia in divisa di rosso attraversante (citato in (4) – Vol. III pag. 421) fascia di rosso su - leone rampante al naturale afferrante con le zampe anteriori una bandiera bifida svolazzante di azzurro su argento (citato in LEOM) |
|        | De Gibelletto o De Gybelet (Molise) (la blasonatura non è stata ancora caricata) (citato in DAlena) |
|        | De Giga (Molise) (la blasonatura non è stata ancora caricata) (citato in DAlena) |
|        | De Gignod (Val d'Aosta) Titolo: signori di Gignod, Doues, Ollomont, Valpelline D'oro al castello di rosso sostenente un uccello di nero (citato in (18)) |
|        | De Giovanni (Napoli) Titolo: principi; duchi di Santa Severina di azzurro ad una spada di argento manicata di oro accompagnata da due corone d'oro, una in capo e l'altra in punta (citato in (4) – Vol. III pag. 472 e in (19)) spada di argento manicata di oro posta in palo accompagnata da - 2 corone dello stesso poste in palo su azzurro (citato in LEOM) |
|        | De Giovanni o De Gioanni (Cuneo) Titolo: conte di Ruata Gautieri (Gualtieri), Marchi D'argento, a tre spighe di frumento, al naturale, impugnate, legate di rosso (citato in (18) e in (26)) |
|        | De Giovanni (Vignale) Titolo: consignori di Vignale D'argento, a tre filetti di nero, in fascia, accompagnati da dieci stelle d'azzurro, 4, 3, 2, 1, con il capo d'oro, carico di un'aquila coronata, di nero (citato in (18)) |
|        | De Giovanni (Toscana) (DE) In Rot 1 natürlicher hersehender goldener Leopard (citato in (23)) |
|        | De Giudice (Molfetta) inquartato, d'azzurro e di rosso, alla croce dentata d'argento sul tutto, col capo dell'impero alias partito, d'azzurro e di rosso, alla banda d'argento attraversante, col capo dell'impero Motto: Iuste fortiter et pie (citato in ) |
|        | De' Giudici (Arezzo) D'azzurro, al cane rampante d'argento, e alla banda attraversante d'ermellino (citato in (16)) |
|        | De Giuli (Cremona) d'argento al castello di rosso torricellato di due pezzi, fra i quali un uomo armato tenente in mano una fiaccola accesa; col capo d'oro all'aquila imperiale di nero (citato in BLCR) Immagine in Blasonario Cremonese (archiviato dall'url originale il 5 marzo 2017). |
|        | De Giussa o De Grosse (Molise) D'azzurro alla spada d'argento sostenente una bilancia d'oro (citato in DAlena) |
|        | De Glandèves (Nizzardo) Titolo: signori di Ascros, Cainea, Castelnuovo d'Entraunes, Cigala, Clanzo, Conségudes, Entraunes, Falicon, Giletta, Ilonza, Lieucia, Maria, Mas, Penna, Puget-Théniers, Revest, Rigaud, Rimplas, Roccasterone, St. Sauveur, Santa Margherita, Todone, Torretta Revest, Val di Blora, Villanova d'Entraunes, Villar del Varo Fasciato d'oro e di rosso alias Fasciato d'oro e di rosso, con una speronella (6) d'azzurro (o di nero), nel cantone destro del capo Motto: Témérité et fierté (citato in (18)) |
|        | Degli Abati Olivieri partito: nel 1º d'azzurro, alla chiesa, in facciata e in profilo, con campanile e tegolata di porpora, aperta e finestrata di rosso, fondata sulla campagna di verde e alla cometa d'oro, ondeggiante in banda nel canton destro del capo; nel 2º troncato: a) d'oro, all'olivo sradicato di verde, fruttifero d'oro, sinistrato dal leone rampante al tronco al naturale (Abati); b) d'azzurro, a tre bande d'argento (Olivieri) (citato in (5) – pag. 106) |
|        | Degli Alberti o Alberti o Alberti Cermison (Venezia, Verona) Titolo: Nobile d'azzurro, a 4 catene scorciate, moventi in decusse da un anello posto in cuore, il tutto d'oro (citato in (4) – Vol. I pag. 338) 4 catene scorciate di oro poste in croce di Sant'Andrea unite in cuore ad un anello dello stesso su azzurro (citato in LEOM) Cimiero: il leone di oro tenente una croce di rosso, trifogliata, nascente |
|        | Degli Alberti (Spalato) Titoli: Nobile, Conte d'azzurro, a due bande d'oro (citato in (4) – Vol. I pag. 338 e Vol. IX pag. 191) |
|        | Degli Albertini (Verona, Garda sul Lago, Torino) Titoli: Nobile, Conte d'azzurro al volo d'argento Motto: Semel emissum e Penna metuente solvi (citato in (4) – Vol. I pag. 340) |
|        | Degli Albertini (Verona, Garda sul Lago, Torino) Titoli: Nobile, Conte d'azzurro ad un volo abbassato d'argento, bordato di oro Motto: Semel emissum e Penna metuente solvi (citato in (4) – Vol. IX pag. 193) volo abbassato di argento bordato di oro su azzurro (citato in LEOM) |
|        | Degli Albertini (Verona, Garda sul Lago, Torino) Titoli: Nobile, Conte interzato in fascia: nel 1º di azzurro al cappello cardinalizio di rosso; nel 2º di rosso al leone leopardito, di argento; nel 3º di argento pieno (citato in (4) – Vol. IX pag. 193) cappello cardinalizio di rosso su azzurro - leone passante di argento su rosso - argento pieno (citato in LEOM) Motto: Semel emissum e Penna metuente solvi |
|        | Degli Albizi (Firenze) (la blasonatura non è stata ancora caricata) (Immagine nella Raccolta stemmi Topoguz.) |
|        | Degli Albizi (Firenze) (la blasonatura non è stata ancora caricata) (Immagine nella Raccolta stemmi Topoguz.) |
|        | Degli Albizzi (Roma, Firenze) 2 cerchi concentrici di oro su nero - croce di nero su argento in capo (citato in LEOM) |
|        | Degli Albizzi (Roma, Firenze) 2 cerchi concentrici di oro su nero (citato in LEOM) |
|        | Degli Asini (Firenze) Di rosso, alla banda doppiomerlata d'oro alias D'oro, alla banda doppiomerlata di rosso, accompagnata nel cantone sinistro del capo dallo scudetto del Popolo fiorentino alias D'oro, alla banda doppiomerlata di rosso, accompagnata nel cantone sinistro del capo dallo scudetto rotondo del Popolo fiorentino alias D'oro, alla banda doppiomerlata di rosso, accompagnata nel cantone sinistro del capo dallo scudetto di Pisa (citato in (16)) |
|        | Degli Atti (Roma) (la blasonatura non è stata ancora caricata) (Immagine nell' Archivio Storico Capitolino (PDF) (archiviato dall'url originale il 24 febbraio 2017).) |
|        | Degli Atti (la blasonatura non è stata ancora caricata) (presente nel Tempo Malatestiano di Rimini, Tomba di Isotta degli Atti) |
|        | Degli Azzi (Arezzo) Partito d'argento e di rosso (citato in (16)) |
|        | Degli Azzi Vitelleschi (Perugia, Firenze, Tolentino) Titoli: Patrizio di Perugia, Patrizio di Foligno partito: d'argento e di rosso (citato in (4) – Vol. I pag. 457 e Vol. IX pag. 252) partito di argento e di rosso pieno (citato in LEOM) |
|        | Degli Azzi Vitelleschi (Perugia, Firenze, Tolentino) 2 vitelli passanti affrontati uno di oro e uno di azzurro su partito di azzurro e di oro - 3 gigli di azzurro posti in fascia su oro in capo - capo di Francia (citato in LEOM) |
|        | Degli Azzoni Avogadro (Padova, Castelfranco Veneto) Titoli: Nobile, Conte. Signore di Stigliano, Noale, Briana, Trebaseleghe e terre annesse troncato di argento e d'azzurro Cimiero: tre penne di struzzo, una di argento fra due di azzurro Sostegni: a destra il cavallo bianco, allegro e rivoltato, a sinistra il leone al naturale colla coda bifida (citato in (4) – Vol. I pag. 459) troncato di argento e di azzurro (citato in LEOM) |
|        | Degli Effetti (Rieti) troncato da una fascia di argento carica di tre rose di rosso: di sopra d'azzurro a tre api d'oro ordinate in fascia; di sotto di rosso a due stelle di sei raggi d'oro frammezzate dalla lettera A maiuscola di nero (citato in (4) – Vol. III pag. 18) |
|        | Degli Oddi troncato: sopra d'oro al leone d'azzurro, linguato di rosso, sotto fasciato di verde e d'argento (citato in (4) – Vol. IX pag. 236) |
|        | Degli Oddi (Perugia) leone rampante di azzurro su oro (citato in LEOM) |
|        | Degli Uberti (Frassineto, Casale Monferrato, Busto Arsizio) Scaccato di otto file di sei pezzi, d'azzurro e d'oro (citato in (18)) |
|        | De Glivodi (Roma) (la blasonatura non è stata ancora caricata) (immagine dello Stemmario reale di Baviera.) |
|        | De Gombert (Provenza) Titolo: signori di Châteauneuf Inquartato, al 1° e 4° d'azzurro, al leone d'oro, al 2° e 3° di rosso, al mastio torricellato di tre torrette, quella di mezzo più alta, d'oro Motto: Stabunt, me custode (citato in (18)) |
|        | De Gonnella (Piemonte, Turi, Rutigliano) Titolo: nobile partito: nel 1º di ... al pesce delfino d'argento rivoltato e natante su di un mare ondato al naturale accompagnato in capo da una stella (d'oro) a otto raggi; nel 2º di (azzurro) a due serpenti d'oro intrecciati in palo con le teste affrontate, accollati a una ritorta fogliata di tre pezzi, sormontati nel capo da una corona all'antica (d'oro) (citato in RTGL) |
|        | De Gotti Fredis (Roma) (la blasonatura non è stata ancora caricata) (immagine dello Stemmario reale di Baviera.) |
|        | De Götzen (Dolo (Venezia), Portogruaro) Titoli: conte del S. R. I. interzato in fascia; il 1º partito, il 2º e 3º interzato in palo, il che dà 8 punti; il 1º e 5º di rosso all'aquila coronata di nero, cucita, linguata del campo; il 2º e 3º di nero al leone coronato d'oro, linguato di rosso, colal coda biforcata; il 4º foggiato a scudetto, sul tutto partito di oro e di nero a due piante marine di verde decussate, colle sommità affrontate a voluta e terminanti in una foglia; il 6º e 8º di rosso; il 6º a quattro sbarre, l8º a quattro bande du nero, cucite; il 7º troncato di nero e di rosso; sopra il berretto all'antica di rosso legato d'argento, sotto al carello d'azzurro fioccato d'oro (citato in (4) – Vol. III pag. 525) 2 alghe incrociate di verde sul nero dello scudetto partito di oro e di nero su - aquila coronata di nero su rosso - leone rampante di oro coda bifida e coronato dello stesso su nero - 4 sbarre di nero su rosso - cappello di rosso a fiocchi di argento sul nero del troncato di nero e di rosso - carro di azzurro su rosso - 4 bande di nero su rosso (citato in LEOM) Cimiero: a destra la zampa d'orso tenente un favo d'api tra due corna di torneo, inquartati di nero e d'oro; in mezzo l'aquila di nero, coronata d'oro, linguata di rosso, a sinistra sei lance al naturale, banderuolate di rosso, appuntate |
|        | De Goyon (Roma) di rosso, al leone coronato d'oro (Immagine nell' Archivio Storico Capitolino (PDF) (archiviato dall'url originale il 23 febbraio 2017).) |
|        | De Goyzueta (Napoli) di rosso al cervo passante di argento (citato in (4) – Vol. III pag. 527) cervo passante di argento su rosso (citato in LEOM) |
|        | De Grachis (Roma) (la blasonatura non è stata ancora caricata) (immagine dello Stemmario reale di Baviera.) |
|        | De Grachis (Roma) (la blasonatura non è stata ancora caricata) (immagine dello Stemmario reale di Baviera.) |
|        | De Grado (Abruzzo) (la blasonatura non è stata ancora caricata) (citato in DAlena) |
|        | De Grancia o Grangis (Asti) Inquartato, al 1° e 4° d'azzurro, al granchio d'oro, al 2° e 3° bandato d'oro e di rosso Motto: Null bien sans peine (citato in (18)) |
|        | De Grandi di Confienza (Vercelli) Titolo: consignori di Confienza D'azzurro, a tre monti d'argento, accompagnati in capo da una stella (6) [talora 8], dello stesso (citato in (18)) |
|        | De Grandis spaccato di verde e di rosso alla fascia di argento sulla spaccatura, accompagnata in capo da un monte di sei cime d'oro, ed in punta da due leoni rampanti e affrontati d'oro (citato in (4) – Vol. I pag. 463) |
|        | De' Grandis (Chioggia) (la blasonatura non è stata ancora caricata) (citato in Araldica gentilizia (archiviato dall'url originale il 6 novembre 2005).) |
|        | De Granis (Roma) (la blasonatura non è stata ancora caricata) (immagine dello Stemmario reale di Baviera.) |
|        | De Grasse (Provenza) Titolo: signori di Ayglun, Cainea, Maria, Mas, San Giovanni d'Aurelia, Todone D'oro, al leone coronato di nero, armato e linguato di rosso alias Inquartato, al 1° controinquartato, di Foix e di Béarn, al 2° di Navarra, al 3° inquartato in decusse, di Aragona e di Sicilia, al 4° di Evreux, sul tutto di de Grasse Motto: Domine responde pro me (citato in (18)) |
|        | De Gregori (Foligno, Torino, Roma) partito merlato d'argento e di nero di sei pezzi (citato in (4) – Vol. III pag. 554) partito merlato di argento e di nero (6 pezzi) (citato in LEOM) |
|        | De Gregorio (Roma) (la blasonatura non è stata ancora caricata) (Immagine nell' Archivio Storico Capitolino (PDF) (archiviato dall'url originale il 24 febbraio 2017).) |
|        | De Gregorio o De Gregorio Cattaneo (Palermo, Roma, Napoli, Messina) partito merlato di nero e di argento (6 pezzi) (citato in LEOM) |
|        | De Gregory (Crescentino) Titolo: conte di Marcorengo, Balducchi; conte dell'Impero francese; cavaliere dell'ìImpero francese d'azzurro, alla banda accompagnata da due stelle, il tutto d'oro, col capo d'argento, carico di una fenice, al naturale (citato in (26)) alias interzato in fascia, il 1º partito: a) dei conti senatori; b) di rosso alla croce d'argento; il 2º di argento alla fenice al naturale; il 3º d'azzurro alla banda accompagnata da due stelle (6) d'oro (arma napoleonica) (citato in (26)) alias interzato in fascia: al 1º d'argento, alla fenice al naturale; al 2º d'azzurro, alla banda accompagnata da due stelle, il tutto d'oro; al 3º di rosso, al segno dei cavalieri legionari (arma napoleonica) (citato in (26)) |
|        | De Gregorio e De Gregorio Cattaneo o Gregorio (Palermo, Roma, Napoli, Messina) Titolo: barone di S. Basilio, Tremisteri; marchese di Poggiogregorio, Valle Santoro, Squillaci, Parco Reale; marchese del S. R. I.; duca di Sorrentino; principe di S. Teodoro, S. Elia partito, innestato, merlato di nero e d'argento di sei pezzi (citato in (4) – Vol. III pag. 554, in Mango, in (22) e in (27)) Cimiero: una gru di nero con la sua vigilanza Motto: Sic tutius Notizie storiche in Famiglie nobili di Sicilia. Ulteriori notizie storiche in Famiglie nobili di Sicilia. |
|        | De Gregorio (Roma, Torino) partito innestato merlato d'argento e di nero di sei pezzi (citato in (4) – Vol. III pag. 558) |
|        | De Gregorio (Sicilia) Grifone (citato in DAlena) |
|        | De Gregory (Crescentino) Titolo: conti di Bauducchi, Marcorengo D'azzurro, alla banda, accompagnata da due stelle, il tutto d'oro, con il capo d'argento, carico di una fenice, al naturale (citato in (18)) |
|        | De Gréolières de Villeneuve-Vence (Provenza) Titolo: signori di Le Mas Di rosso, inferriato da sei lance da torneo, d'oro, seminato negli spazi vuoti di scudetti, dello stesso, sul tutto, d'azzurro, al giglio d'oro (citato in (18)) |
|        | De Grésy de Boissy (Savoia, Nizza) D'azzurro, a due fasce d'oro, bordate di rosso, accompagnate in capo da un crescente, e in mezzo alle due fasce e in punta da due stelle, il tutto d'oro (citato in (18)) |
|        | De Grifone (Roma) (la blasonatura non è stata ancora caricata) (immagine dello Stemmario reale di Baviera.) |
|        | De Grillet Titolo: signori di Caselle, Villafranca Piemonte Di rosso, alla fascia ondata, d'oro, con il leone leopardato, d'argento, passante sulla fascia, a tre bisanti, d'argento, in punta, 2, 1 Motto: Plus faire que dire pour parvenir (citato in (18)) |
|        | De Grisando (Molfetta) d'azzurro, al leone d'oro, lampassato di rosso e attraversato da una fascia dello stesso (citato in ) |
|        | De Guaita (Saluggia) Titolo: consignori di Rosignano, Saluggia D'argento, a due scaglioni d'azzurro, sostenenti una fascia dello stesso, con il capo d'oro carico di un'aquila coronata, di nero alias Troncato, al 1° d'oro, all'aquila di nero, al 2° d'argento, a due scaglioni d'azzurro, con la fascia dello stesso sulla partizione alias Troncato, al 1° di rosso, all'aquila coronata, d'oro, al 2° d'argento, a tre scaglioni, di nero; con la bordura composta d'argento e di nero (citato in (18)) |
|        | De Guasto (Molise) (la blasonatura non è stata ancora caricata) (citato in DAlena) |
|        | De Gubernatis (Roma) troncato di rosso e d'argento caricato di sei crocette trifogliate dell'uno nell'altro, tre di sopra male ordinate, e tre di sotto (citato in (4) – Vol. III pag. 154) troncato di rosso e d'argento a sei crocette trifogliate col piede aguzzato; tre, mal ordinate nel primo, tre poste due e una nel secondo; dell'uno nell'altro (citato in (4) - Vol. III pag. 612 e pag. 613) 6 croci trifogliate con il piede aguzzo - 3 di argento poste 1,2 sul rosso del troncato di rosso e di argento - e 3 di rosso poste 2,1 sull'argento (citato in LEOM) |
|        | De Gubernatis Titolo: conti di Baussone; signori di Gorbio; consignori di Aurigo, Castellaro Troncato di rosso e d'argento, carico di sei crocette trifogliate, con il piede appuntito, dell'uno nell'altro, tre di sopra, male ordinate, e tre di sotto alias Troncato, al 1° di rosso, a tre crocette trifogliate, con il piede appuntito, male ordinate, d'oro, al 2° d'argento, a tre crocette trifogliate, con il piede appuntito, 2, 1, d'azzurro Motto: In hoc signo vinces (citato in (18)) |
|        | De Guelmi (Merano) Titoli: Nobile del S. R. I. inquartato: nel 1º e 4º d'oro a tre sbarre di nero; nel 2º e 3º di rosso al destrocherio vestito d'acciaio, uscente dal lato sinistro e impugnante con la mano inguantata una freccia d'argento piumata d'azzurro (citato in (4) – Vol. III pag. 615) 3 sbarre di nero su oro - braccio destro armato al naturale uscente da destra afferrante con la mano di carnagione una freccia di argento impennata di azzurro posta in sbarra su rosso (citato in LEOM) Cimiero: l'aquila di nero con le ali aperte e coronata d'oro |
|        | De Guerra (Savigliano) D'azzurro, a due scaglioni, d'argento e di rosso, cuciti alias Interzato in scaglione d'argento, d'azzurro e di rosso (citato in (18)) |
|        | De Guerris (Molise) (la blasonatura non è stata ancora caricata) (citato in DAlena) |
|        | De Guevara (Napoli) Inquartato: nel 1° e 4° d'oro con 3 bande di nero caricate da tre cotisse di armellino; nel 2° e 3° di rosso con 5 foglie di pioppo d'argento disposte, 2, 1, 2 alias Tre bande di nero, ciascuna portante nel mezzo una stretta lisa d'argento con tre code di armellino di nero, inquadrata con l'arme dei Mendozza che è di cinque cuori d'argento in campo di rosso (citato in DAlena) |

### Deh
| Stemma | Casato e blasonatura |
| ------ | --- |
|        | De Haro y Guzman (Molise) (la blasonatura non è stata ancora caricata) (citato in DAlena) |
|        | De Heinzelmann (Venezia) Titoli: Nobile del S. R. I. inquartato: al 1º e 4º d'azzurro alla fontana d'argento, fondata sulla campagna di verde; la fontana a due bacini, con due getti nel superiore e due nell'inferiore, uscenti da due divinità marine, addossate e soffianti in una conchiglia; al 2º e 3º d'oro all'uomo vecchio barbuto in maestà, vestito d'azzurro, cinto e guarnito al collare ed ai polsini d'oro, troncato in foggia di giglio rovesciato, tenente colla destra alzata un uccello, colla sinistra una spada d'argento, posta in sbarra, attraversante sul tutto (citato in (4) – Vol. III pag. 661) fontana a 2 vasche e 4 getti (zampilli) di argento su terrazzo di verde su azzurro - 2 divinità marine uscenti dalla vasca inferiore su azzurro - busto di uomo vecchio barbuto in maestà tenente con la destra alzata un uccello rivolto e con la sinistra una spada posta in sbarra al naturale con un vestito di azzurro terminante in un giglio rivoltato su oro (citato in LEOM) Cimiero: un pennacchio di cinque penne di struzzo, tre nere alternate da due bianche |
|        | De Herra (Milano) troncato: al 1º d'oro, all'aquila di nero, coronata del campo; al 2º d'azzurro al grifone d'oro colla fascia d'argento carica di tre R di rosso (citato in (4) – Vol. III pag. 666) 3 lettere R maiuscole di rosso su fascia di argento su troncato di oro e di azzurro - aquila di nero coronata di oro su oro - grifo rampante di oro su azzurro (citato in LEOM) alias troncato: al 1º d'oro, all'aquila di nero, linguata di rosso e coronata del campo; al 2º d'azzurro al grifone d'oro rampante, linguato di rosso attraversato da una fascia d'argento carica di tre R maiuscole di rosso (citato in (26)) |
|        | De Herrera (Spagna) Titolo: signori di Frugarolo Di rosso, a due caldaie d'oro, poste in palo, aventi per manici due teste di serpente di verde, con la bordura del primo, carica di otto caldaie, del secondo (citato in (18)) |

### Dei
| Stemma | Casato e blasonatura |
| ------ | --- |
|        | Dei d'azzurro, a tre anelli intrecciati d'oro, e al capo dell'Impero (citato in (5) – pag. 138) |
|        | Dei (Siena, Chiusi) aquila bicipite di nero coronata su ambo le teste di oro su oro - 3 anelli intrecciati di oro gemmati di argento su azzurro posti 1,2 (citato in LEOM) troncato: nel 1º d'oro, all'aquila bicipite di nero coronata del campo; nel 2º d'azzurro, a tre anelli intrecciati d'oro, posti 1, 2 (Immagine nella Raccolta stemmi Trippini (JPG).) |
|        | Dei (Firenze) D'azzurro, alla banda d'oro accompagnata nel cantone sinistro del capo da due chiavi poste in palo addossate dello stesso, legate di rosso alias D'azzurro, alla banda d'oro accompagnata nel cantone sinistro del capo da due chiavi poste in palo addossate dello stesso, legate di rosso; il tutto abbassato sotto il capo cucito d'Angiò (citato in (16)) |
|        | Dei (Pistoia) D'oro, alla branca di leone posta in banda di rosso; con il capo d'Angiò (citato in (16)) |
|        | Dei (Siena) D'azzurro, a tre anelli intrecciati d'oro, incastonati d'argento, 1.2 alias D'azzurro, a tre anelli intrecciati d'oro, incastonati d'argento, 1.2; con il capo dell'Impero (citato in (16)) (Immagine nella Raccolta stemmi Trippini (JPG).) |
|        | Dei (Toscana) (DE) In Blau 1 goldener Löwe, in der Rechten 1 silbernes Schwert haltend (citato in (23)) |
|        | De Iacobacci (Roma) (la blasonatura non è stata ancora caricata) (immagine dello Stemmario reale di Baviera.) |
|        | De Iacobacci (Roma) (la blasonatura non è stata ancora caricata) (immagine dello Stemmario reale di Baviera.) |
|        | De Iacomacci (Roma) (la blasonatura non è stata ancora caricata) (immagine dello Stemmario reale di Baviera.) |
|        | De Iacomellis (Roma) (la blasonatura non è stata ancora caricata) (immagine dello Stemmario reale di Baviera.) |
|        | De Iacopo (Pavia) D'azzurro, alla banda d'argento, carica di tre gigli del campo (citato in (18)) |
|        | De Ian Becarius (Roma) (la blasonatura non è stata ancora caricata) (immagine dello Stemmario reale di Baviera.) |
|        | De Iancolinis (Roma) (la blasonatura non è stata ancora caricata) (immagine dello Stemmario reale di Baviera.) |
|        | Dei Angelellis (Molise) (la blasonatura non è stata ancora caricata) (citato in DAlena) |
|        | De Ianglotis (Piemonte) Troncato di rosso e d'oro, alla croce ancorata e staccata, le quattro parti moventi da una rotella, il tutto decussato e dell'uno e nell'altro (citato in (18)) |
|        | De Ian Longis (Roma) (la blasonatura non è stata ancora caricata) (immagine dello Stemmario reale di Baviera.) |
|        | De Ianottis (Roma) (la blasonatura non è stata ancora caricata) (immagine dello Stemmario reale di Baviera.) |
|        | Dei Breganze (Padova) Titolo: Nobile trinciato: di azzurro e d'argento alla banda di rosso sulla partizione, ciascun punto al giglio dall'uno all'altro (citato in (4) – Vol. II pag. 181) |
|        | Dei da Castiglione (Firenze) Troncato d'oro e d'azzurro, all'aquila dal volo spiegato del secondo nel primo e al crescente montante del primo nel secondo (citato in (16)) |
|        | Dei da Empoli (Firenze) d'azzurro, alla scimmia d'argento ritta in piedi tenente colle palme superiori un giglio fiorentino di rosso, fasciata del campo intorno ai fianchi (citato in (2) – pag. 477 e in DAlena) |
|        | Dei del Borgo (Buggiano) d'azzurro, al leone d'oro, lampassato di rosso, tenente con le branche anteriori una spada alta d'argento posta in palo (Immagine nella Raccolta stemmi Trippini (JPG).) |
|        | Dei delle Ruote (Firenze) D'azzurro, al leone d'oro, tenente in palo una spada d'argento (citato in (16)) |
|        | Dei Leonardis (Acireale) scaglione di argento su rosso - 3 lune montanti di argento poste 2,1 su rosso (citato in (27)) |
|        | De Incoronatis (Roma) (la blasonatura non è stata ancora caricata) (immagine dello Stemmario reale di Baviera.) |
|        | De Infante (Molise) (la blasonatura non è stata ancora caricata) (citato in DAlena) |
|        | De Infessura (Roma) (la blasonatura non è stata ancora caricata) (immagine dello Stemmario reale di Baviera.) |
|        | De Inquilont (la blasonatura non è stata ancora caricata) (citato in DAlena) |
|        | De Insula (Roma) (la blasonatura non è stata ancora caricata) (immagine dello Stemmario reale di Baviera.) |
|        | De Iordanow (Roma) di azzurro al leone d'oro tenente con la destra una croce dello stesso e strangolando con la sinistra un serpente al naturale; il leone accompagnato in punta da una fascia diminuita ondata d'oro (citato in (4) – Vol. III pag. 690) leone rampante di oro tenente con la destra una crocetta latina dello stesso e nella sinistra un serpente ondeggiante in palo al naturale su azzurro - fascia ondata di oro in basso su azzurro (citato in LEOM) Cimiero: tre penne di struzzo posta a ventaglio, le due laterali azzurre, la centrale d'oro, caricata di una crocetta scorciata di argento |
|        | De Iorio (la blasonatura non è stata ancora caricata) (citato in DAlena) |
|        | Dei Sinibaldi (Firenze) D'oro, a quattro rami di verde, talvolta fioriti di rosso, piantati su un monte di sei cime d'azzurro; con il capo d'Angiò alias D'oro, a cinque rami di verde, talvolta fioriti di rosso, piantati su un monte di sei cime d'azzurro; con il capo d'Angiò alias D'oro, a quattro rami di verde, piantati su un monte di sei cime d'azzurro, sormontato da un lambello a quattro pendenti di rosso alias D'oro, a quattro foglie di verde, piantati su un monte di sei cime d'azzurro, sormontato da un lambello a quattro pendenti di rosso alias D'oro, a cinque rami di verde, piantati su un monte di sei cime d'azzurro; il tutto sormontato da quattro gigli d'oro ordinati fra i cinque pendenti di un lambello di rosso, abbassato sotto tre stelle a otto punte d'oro, ordinate in capo alias D'oro, a cinque foglie di verde, piantati su un monte di sei cime d'azzurro; il tutto sormontato da quattro gigli d'oro ordinati fra i cinque pendenti di un lambello di rosso, abbassato sotto tre stelle a otto punte d'oro, ordinate in capo (citato in (16)) |
|        | D'Eissautier o Eyssautier (Provenza) D'azzurro, a tre fasce ondate d'argento, con il capo d'oro, carico di tre rose, di rosso (citato in (18)) |
|        | De Iubileis (Roma) (la blasonatura non è stata ancora caricata) (immagine dello Stemmario reale di Baviera.) |
|        | De Iudice (Molise) (la blasonatura non è stata ancora caricata) (citato in DAlena) |
|        | De Iustinis (Roma) (la blasonatura non è stata ancora caricata) (immagine dello Stemmario reale di Baviera.) |
|        | De Iuventis (Roma) (la blasonatura non è stata ancora caricata) (immagine dello Stemmario reale di Baviera.) |

### Dej
| Stemma | Casato e blasonatura |
| ------ | --- |
|        | De Jacob (Molfetta) inquartato d'oro e d'azzurro alias d'oro, al cantone sinistro del capo d'argento, caricato di un leone illeopardito d'azzurro (citato in ) |
|        | De Jesolo o Dieselo (Venezia) (FR) Parti, au 1, d'or plein, au 2, d'argent, à trois fasces de gueules (citato in http://www.euraldic.com/lasu/bl/bl_j_es.html) |
|        | De Joest (Cortona) Inquartato: nel 1° e 4° d'azzurro, alla stella a cinque punte d'argento; nel 2° e 3° di nero, al leone d'oro, quello del 3° rivolto; e al filetto in croce d'argento, passato sulla partizione (citato in (16)) |
|        | De Jordanis o Giordani (Bard, Donnas) Titolo: signori di Bard, Montalto Dora; consignori di Castruzzone, Settimo Vittone D'oro, all'aquila coronata di nero, rostrata e armata di rosso alias D'oro, addestrato di Challant (citato in (18)) |
|        | De Jouffrey de Sainte Cécile (Brianzonese, Provenza) Titolo: consignori di Bardonecchia con Arnauds, Beaulard, Melezet, Millaures e Rochemolles D'azzurro, alla mezzaluna d'argento, con il capo d'oro, carico di tre stelle, di nero alias D'azzurro, alla mezzaluna d'argento, con il capo dello stesso, carico di tre rotelle di sperone, di nero Motto: Luit en croissant (citato in (18)) |
|        | De Judicibus trinciato di rosso e d'azzurro, alla banda d'argento attraversante sulla partizione Motto: Hic manebunt judices donec judicentur. Nota: esistono diverse armi per i vari rami della famiglia de Judicibus/de'Giudici. La maggior parte sono riportate nel sito genealogico e araldico. della famiglia stessa.                                                                     |
|        | De Judicibus (Molfetta) inquartato, di rosso e di nero, alla croce patente martellata d'argento attraversante sul tutto Motto: Per aspera ad astra (citato in DAlena e in ) |

### Dek
| Stemma | Casato e blasonatura |
| ------ | --- |
|        | De Katt (Genova, Germania) d'azzurro, al gatto spaurito e tenente coi denti un sorcio posto in fascia, il tutto d'argento (citato in (4) – Vol. III pag. 710) gatto passante afferrante con la bocca un sorcio tutto di argento su azzurro (citato in LEOM)                                                                   |
|        | De Khevenhuller (Germania) troncato ondato: nel 1º di nero alla ghianda gambuta e fogliata d'oro; nel 2º d'oro alla fascia ondata di nero (citato in (4) – Vol. III pag. 711) ghianda gambuta e fogliata di oro posta in sbarra sul nero del troncato ondato di nero e di oro - fascia ondata di nero su oro (citato in LEOM) |